# Dacrymyces chrysospermus
Dacrymyces chrysospermus es una especie de hongo comestible de la familia Dacrymycetaceae.

## Descripción
Basidiomas esparcidos o gregarios, flabelados o con estípite grueso espatulado, amarillo, firme-gelatinoso, de 4 cm de alto, 4-26 mm de altura. Hifas internas ramificadas, de paredes delgadas, gelatinosas, septadas, amarillo pálido, 2-3 μm de diámetro sin fíbulas. Himenio limitado a la superficie superior del píleo. Probasidios cilíndricos a clavados, amarillos a naranja, 50-66 × 7-9 μm, se bifurcan. Basidosporas cilíndricas a curvadas-cilíndricas, con apículos en la base, de pared delgada, amarillas, 16-22 × 6-8 μm, 3-7 septos.